# شورای منطقه‌ای هوف هاکارمل
شورای منطقه‌ای هوف هاکارمل (انگلیسی: Hof HaCarmel Regional Council، عبری: מועצה אזורית חוף הכרמל‎، ت. «Mo'atza Azorit Hof ha-Karmel»، به معنای شورای منطقه ای ساحل کارمل) یک شورای منطقه ای در بخش شمالی دشت ساحلی اسرائیل است. این شورا به منطقه وسیعی خدمت می‌کند که از طیره کرمل در شمال تا قیساریه در جنوب امتداد دارد. دفاتر آن در عین کارمل در جنوب حیفا واقع شده است. رئیس این شورا آصف ایزک است که در سال ۲۰۱۸ انتخاب شد.